# Arhipelagul Dahlak

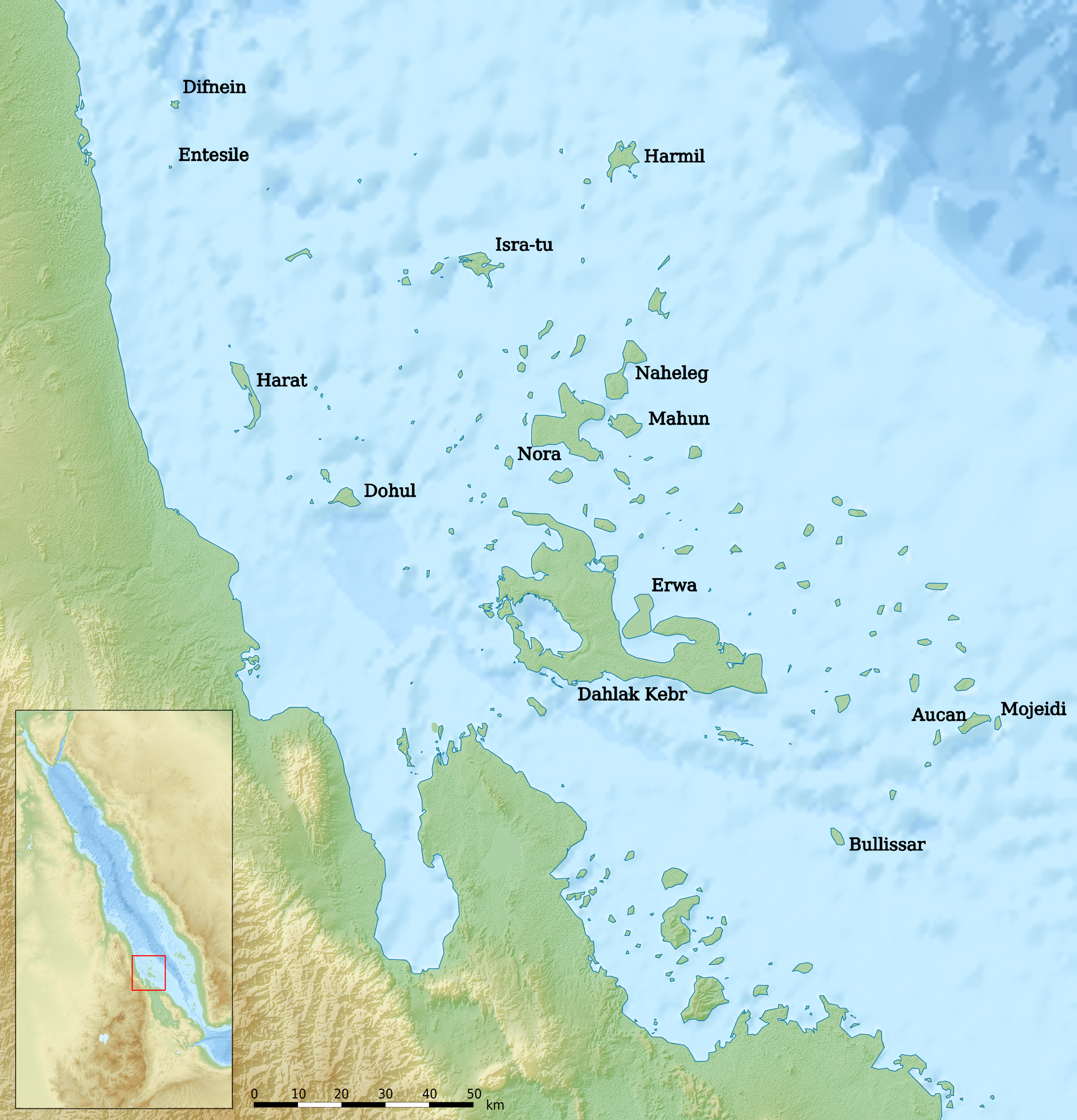
Harta arhipelagului

Dahlak este un arhipelag situat în Marea Roșie, în dreptul orașului Massawa, Eritreea. Cuprinde un număr de 126 de insule, dintre care 2 mai mari. 

## Populație
Doar 4 insule sunt locuite permanent, dintre acestea cea mai populată este Dahlak Kebir. Alte insule locuite ale arhipelagului sunt: Dhuladhiya, Dissei, Dohul, Erwa, Harat, Hermil, Isra-Tu, Nahaleg, Norah și Shumma(unele au un caracter nepermanent al locuirii). Localnicii vorbesc limba Dahlik.

## Activitatea economică
Pescuitul de perle este o activitate cunoscută încă din epoca romană și încă are o productivitate ridicată. Datorită bogăției faunei marine și păsărilor, începe să se dezvolte activitatea turistică.

## Acces
Insulele sunt accesibile numai cu feribotul din portul Massawa.